# FE-12
L'autoroute FE-12 est une voie rapide urbaine en projet qui va relier les villes de Freixeiro et Rio do Pozo.